# Alexander Schukoff

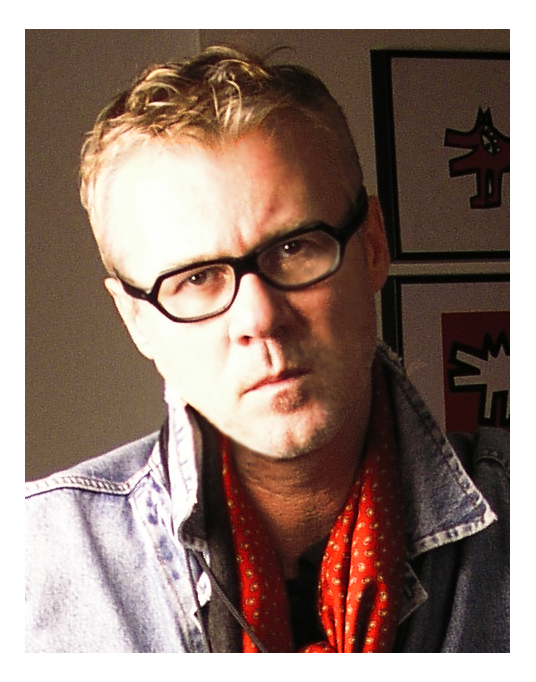
Alexander Schukoff (2005)

Alexander Schukoff (* 23. August 1956 in Graz) ist ein österreichischer Filmregisseur, Filmproduzent und Videokünstler.

## Leben
Alexander Schukoff studierte Regie bei Axel Corti sowie Drehbuch bei Harald Zusanek an der Filmakademie in Wien und schloss sein Studium 1980 ab. Er arbeitete als Regisseur für verschiedene Fernsehsender, wie ORF, 3sat, BR-alpha und Fashion TV.
1981 entwickelte und produzierte er für den ORF die M.O. Music Show, in der Musiker wie Wolfgang Ambros, Falco und Rainhard Fendrich auftraten. Bei der 1982 ausgestrahlten Musikshow arbeitete Schukoff bereits mit kurzen Filmszenen, wie sie später für Musikvideos und Videoclips charakteristisch wurden. 1982 beteiligte er sich zusammen mit Kuno Knöbl und Peter Zurek im Rahmen des OTS-Projektes (Orbital Test Satellite) der Europäischen Rundfunkunion an der Entwicklung eines deutschsprachigen Kultur-Fernsehprogramms zur Verbreitung über Satellit, aus dem später das öffentlich-rechtliche Fernsehprogramm 3sat wurde.
1986 gründete er die Filmproduktionsgesellschaft Alexander Schukoff-Film mit Sitz in Wien. Seither inszeniert und produziert Schukoff unter anderem Dokumentarfilme, Videoclips und Kurzfilme für das Fernsehen, öffentliche Institutionen, Industrie und Wirtschaft. Das Unternehmen bzw. Alexander Schukoff ist Mitglied im Fachverband der Musik und Filmwirtschaft (FAMA).
Als Medienkünstler schuf er bislang mehrere Videoinstallationen im öffentlichen Raum, wie zum Beispiel 2003 im Wiener Museum für angewandte Kunst eine Live-Video-Performance anlässlich des 30. Todestages von Ingeborg Bachmann mit dem Titel Ich weiß keine bessere Welt.
Seit 2006 entstanden in Zusammenarbeit mit der russischen TV-Journalistin und Autorin Nadeschda Tschistjakowa die TV-Dokumentationen Russland in Wien (im Auftrag von 3sat, Alpha Österreich und ORF), Kaffee Express (im Auftrag von Alpha Österreich und BR-alpha) und Die Wiener Semmel – eine kleine Kulturgeschichte (im Auftrag von ORF). Außer im Fernsehprogramm des Österreichischen Rundfunks (ORF) wurden diese Dokumentarfilme inzwischen auch bei 3sat, BR-alpha sowie in internationalen Fernsehsendern ausgestrahlt.
Alexander Schukoff ist seit 2007 mit Nadeschda Tschistjakowa verheiratet. Das Ehepaar hat ein Kind und lebt in Wien.

## Filmographie und Videoinstallationen (Auswahl)
- 1976: Alfred Klinkan: Meine Selbstdarstellung,[9] Kurzfilm in Zusammenarbeit mit Alfred Klinkan im Rahmen der Regieausbildung auf der Wiener Filmakademie
- 1978: Simmering, Kurzdokumentarfilm (Mit: Reinhard Kofler)[10][11]
- 1981: M.O. Music Show, TV-Musikshow
- 1983: Geschichte der SPD, Dokumentarfilm und Multimedia-Show für den SPD-Parteitag 1983 in Dortmund[12]
- 2003: Ich weiß keine bessere Welt, Live-Video-Performance[13]
- 2005: Superstars. Von Warhol bis Madonna, Videoinstallation in der Kunsthalle Wien
- 2006: Ein Dorf singt, Video-Performance[14]
- 2006: Russland in Wien, Kurzfilm[15]
- 2008: Kaffee Express, Kurzfilm[16]
- 2010: Die Wiener Semmel – eine kleine Kulturgeschichte, TV-Dokumentation
- 2015: Wiener Schmankerl, fünfteilige TV-Dokuserie auf 3sat[17]
- 2017: Die Goldschmiede der Habsburger, TV-Dokumentation[18]
- 2017: Der Klang von Wien, TV-Dokumentation[19] Als substanzielle Grundlage für diesen Film dienten die Forschungsergebnisse von Gregor Widholm über den Wiener Klang[20]

- 2018: Wie kommt das Meer nach Wien, TV-Dokumentation über Forschungsprojekte im Wiener Haus des Meeres[21][22]
- 2020: Die Kunst des Seifensiedens, TV-Dokumentation[23] Beim Green Awards Filmfestival 2021 in Deauville, wurde Regisseur Alexander Schukoff mit dem Silver Award[24] für den Film „The Art of Soap Making“ in der Kategorie „Sustainable Producing and Circular Economy“ ausgezeichnet.
- 2020: Österreichs Uhrmacher, TV-Dokumentation[25]
- 2021: Süße Weihnachten in Wien, TV-Dokumentation über die Traditionen der Wiener Weihnachtsbäckerein[26]
- 2022: Wiener Festtagsschmankerl, TV-Dokumentation über die Traditionen des Wiener Fleischerhandwerk in der Wiener Küche[27][28]
- 2023: Vom Rußknecht zum Energieberater - Die Wiener Rauchfangkehrer  für ORF mit Kinovorpremiere im ORF Radiokulturhaus[29]
- 2025: Hinter den Fassaden des Wiener Rathauses TV-Dokumentation in Zusammenarbeit mit ORF3[30]

## Internationale Preise und Auszeichnungen
- Gewinner des Silver Award bei den Deauville Green Awards 2021 für "The Art of Soap Making" (Die Kunst des Seifensiedens)[31]
- Nominiert als Finalist bei den Deauville Green Awards 2023 for "Christmas Baking in Vienna" (Süße Weihnachten in Wien)
- Gewinner des Silver Awards für "Christmas Baking in Vienna" in der Kategorie "Ecotourism and sustainable travel"  bei den Deauville Green Awards 2023.[32][33]
- Gewinner US-International Awards 2024 for "Festive Treats of The Viennese Cuisine" in category "Culture and Lifestyle"[34]
- Gewinner US-International Awards 2024 for "Christmas Baking in Vienna" in category "Travel and Eco Tourism"[35]